# Multimodalité
Pour les articles homonymes, voir Multimodalité (sémiotique).

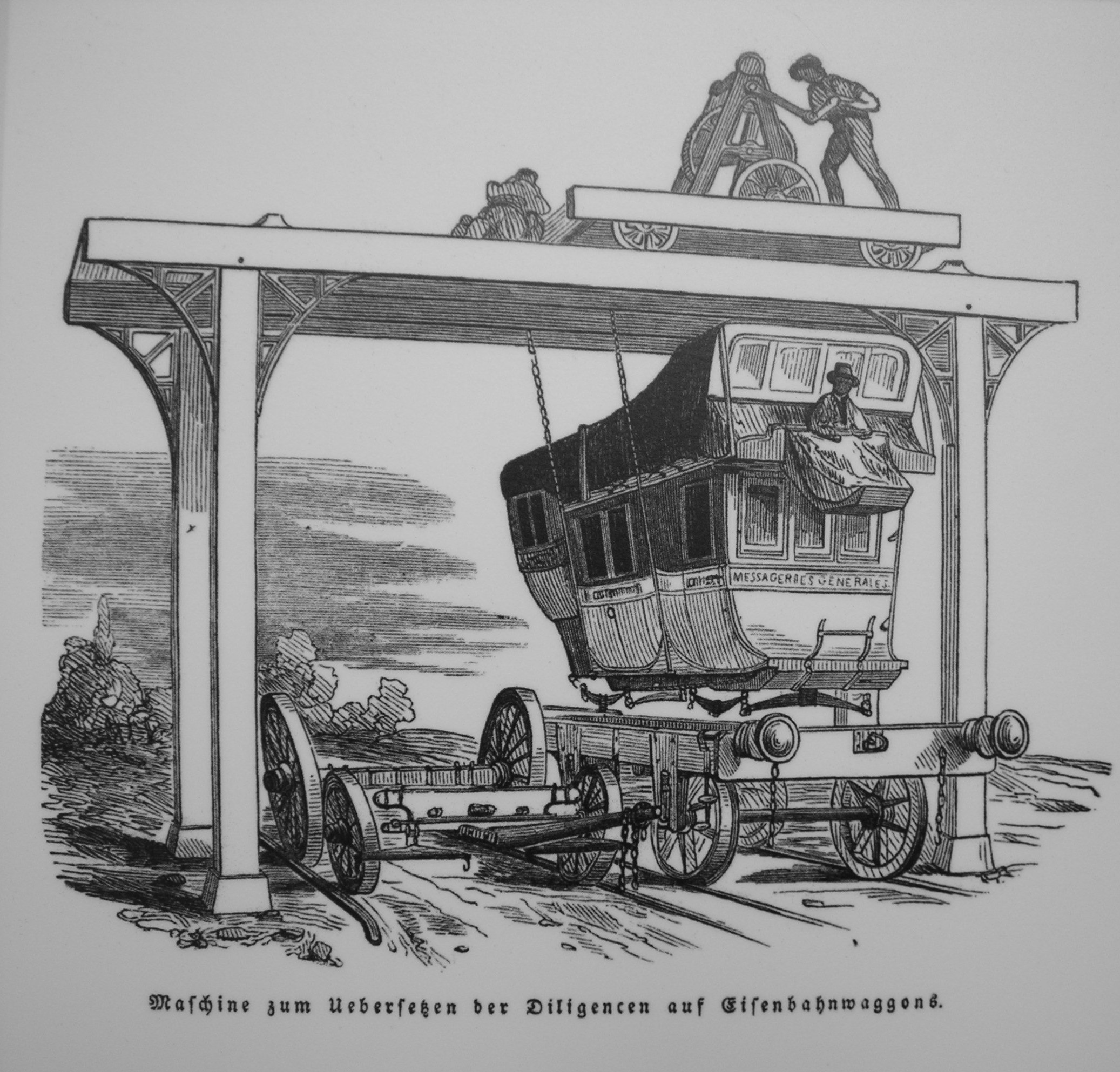
Adaptation d'une diligence au transport ferroviaire: ancêtre de la multimodalité

La multimodalité désigne la présence de plusieurs modes de transport différents entre deux lieux. On parle de multimodalité entre deux lieux si on peut les relier par des trajets empruntant des modes de transport différents ; par exemple la multimodalité entre deux villes renvoie à l'existence à la fois d'une ligne de chemin de fer et d'une autoroute.
La multimodalité se distingue de la notion d'intermodalité : on utilise ce dernier terme pour envisager la combinaison de plusieurs modes de transport au cours d'un même déplacement.
Dans le domaine des Politiques de transports l'approche multimodale désigne de plus en plus souvent la volonté de développer des chaînes de transport alternatives à la route ou à l'utilisation de véhicules particuliers dont l'impact environnemental est considéré comme trop négatif. Il faut noter l'inflexion récente des politiques de transport à l'échelle européenne qui tend à remplacer les notions de multimodalité et d'intermodalité par celle de comodalité.

## Dans le domaine du transport des personnes

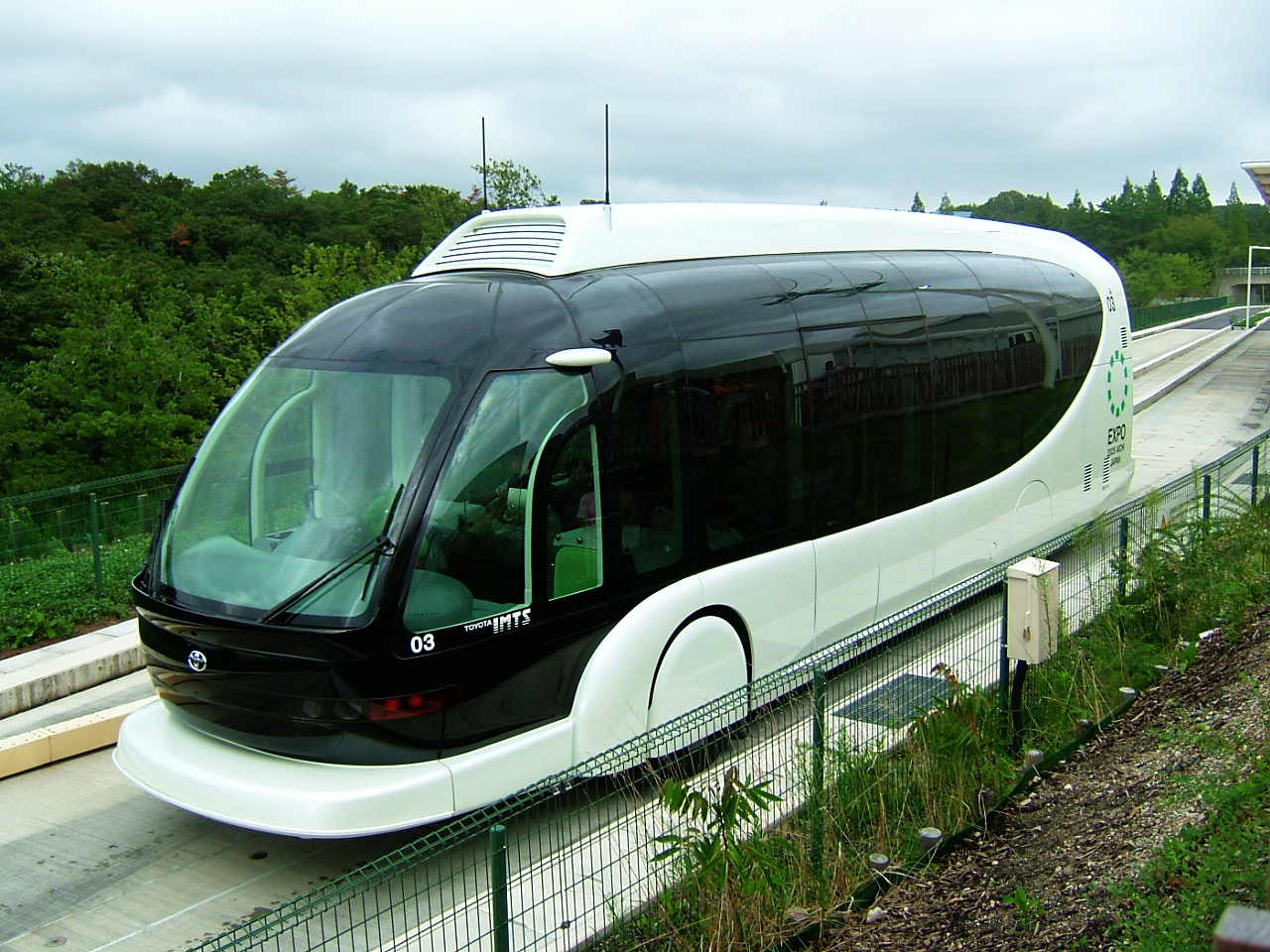
Véhicule multimode Toyota

La multimodalité permet d'envisager simultanément des chaînes de transport différentes. Ainsi dans les transports interurbains on parle de multimodalité pour considérer en parallèle le transport en voiture, le réseau de transport ferroviaire, et le système aérien. C'est dans ce sens que la loi d’orientation pour l’aménagement et le développement durable du territoire prévoit des schémas multimodaux de services collectifs de transport de voyageurs.
Dans le domaine du transport de personnes on utilise la notion de multimodalité pour désigner le comportement des usagers qui comparent les modes de transport de différents points de vue (commodité, coût, rapidité, sécurité et de plus en plus fréquemment effets sur l'environnement) et choisissent en conséquence. En fonction des circonstances, en particulier l'heure du déplacement et le jour de la semaine, ils peuvent être amenés à utiliser des modes de transport différents. L'information multimodale vise à leur donner des éléments pour effectuer ces choix, qui devraient normalement conduire à une meilleure utilisation des capacités disponibles. Parmi les options possibles, le recours à l'intermodalité est souvent pertinent, ce qui explique une certaine confusion dans l'usage de ces termes.
Des acteurs se positionnent sur ce créneau, nous pouvons d'ailleurs citer Combigo,,, KelBillet, Omio, Tictactrip ou encore Trainline.

## Dans le domaine dutransport de marchandises

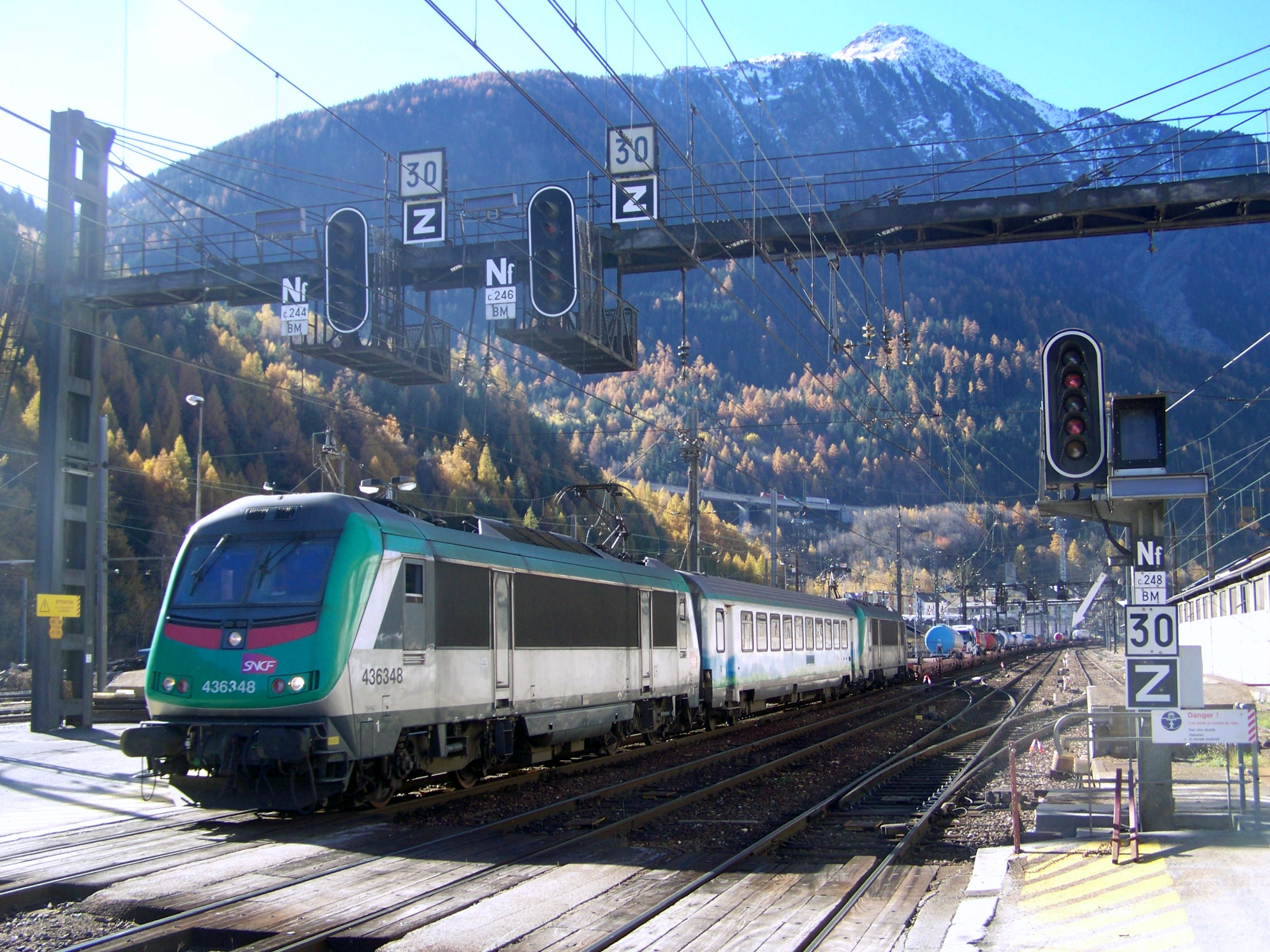
Ferroutage entre France et Italie.

La multimodalité est souvent présentée comme un moyen de réduire les impacts environnementaux du transport en privilégiant le bateau, la péniche ou les autoroutes ferroviaires sur les grandes distances et en réservant le camion en amont et en aval des plates-formes multimodales là où d'autres moyens n'existent plus.
Les conteneurs sont un moyen efficace de gérer la multimodalité entre le transport maritime (porte-conteneurs), le transport fluvial (péniches), le chemin de fer (fret ferroviaire), et le transport routier de marchandises (camions).
Hormis dans quelques régions ou pays où les routes manquent (en hiver par exemple), ou quand des règlementations contraignantes imposent le ferroutage (Suisse par exemple), le camion souvent plus rapide étant donné le retard de développement des autres modes de livraison reste très dominant.[source insuffisante]

## Dans le domaine de l'interactivitéet desinterfaces
La multimodalité désigne la contribution de plusieurs modalités pour appréhender un phénomène ou pour interagir avec un objet. On considère un système, par exemple un dispositif de captation diffusion utilisant un ordinateur comme un sujet percevant et agissant. On distingue les modalités d'entrée : organes sensoriels et méthode de captation (par exemple toucher ou mesure de chaleur : plus ou moins chaud) et les modalités de sortie ou méthodes d'effecteurs (par ex. variation d'intensité sonore). Les interfaces interactives sont souvent multimodales, dans le sens où le même dispositif partage utilise de manière complémentaire et appropriées plusieurs modalités d'entrée sortie au service de l'usage recherché.